# Juniperus przewalskii
Juniperus przewalskii é uma espécie de conífera da família Cupressaceae.
Apenas pode ser encontrada na China.